# Laura Harrier
Pour les articles homonymes, voir Harrier.
Laura Harrier, née le 28 mars 1990 à Chicago, dans l'Illinois, est une actrice et mannequin américaine. 
Après avoir commencé sa carrière par le mannequinat, elle décide d’entamer une carrière d'actrice. 
Elle se fait notamment connaître grâce au rôle de Liz Toomes qu'elle incarne dans le blockbuster Spider-Man: Homecoming et son interprétation de Patrice Dumas dans le drame BlacKkKlansman : J'ai infiltré le Ku Klux Klan de Spike Lee, lauréat au festival de Cannes 2018.

## Biographie

### Jeunesse et formation
Son père est afro-Américain et sa mère est originaire d'Ukraine. Laura Harrier fait ses études secondaires de 2004 à 2008 à la Evanston Township High School en Illinois.

### Débuts dans le mannequinat et télévision

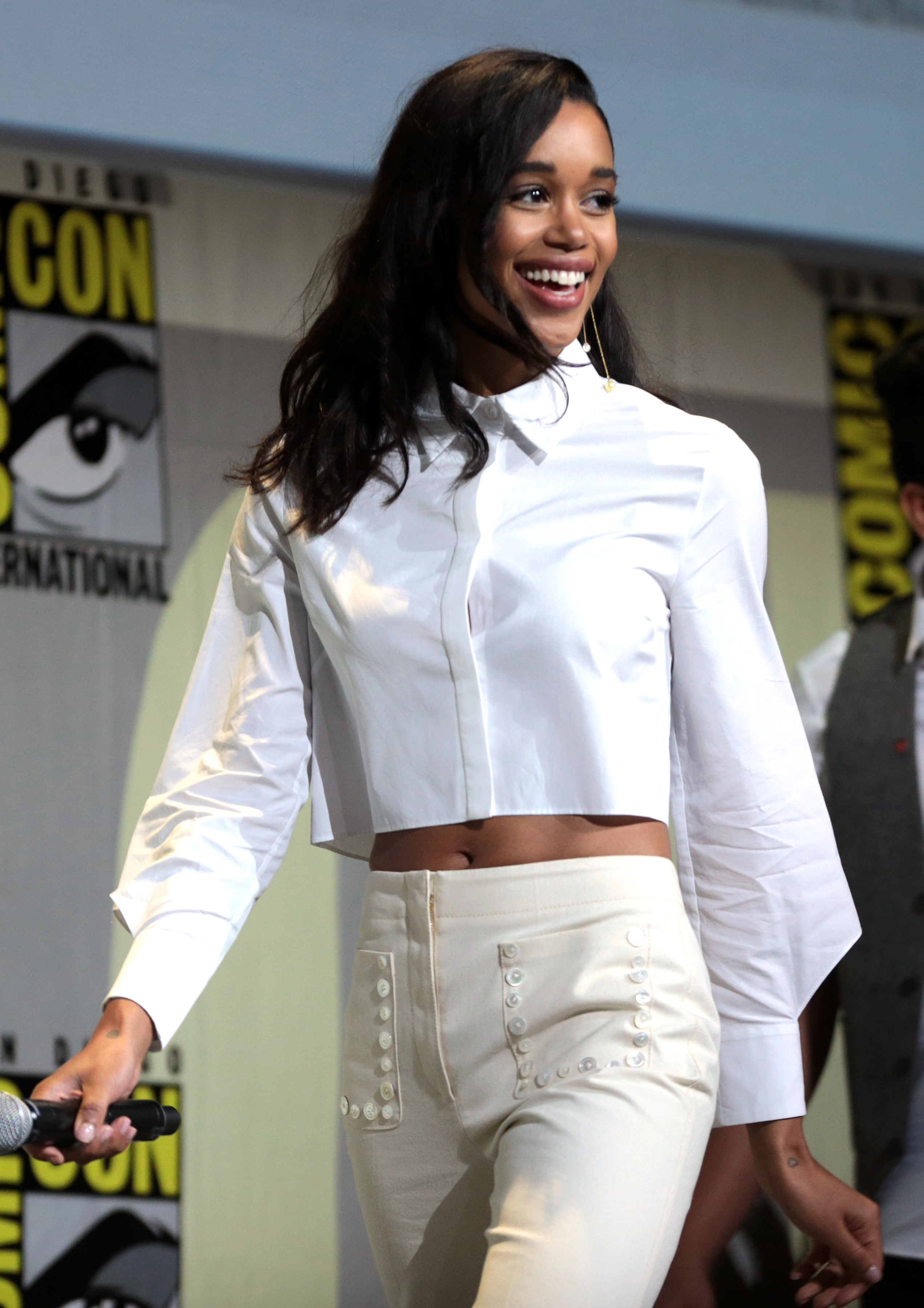
Lors de l'édition 2016 du Comic-Con de San Diego, pour la présentation de Spider-Man: Homecoming.

Laura Harrier a travaillé pour plusieurs campagnes et compagnies telles que American Eagle, L'Oréal et Target puis est apparue dans des magazines comme Cosmopolitan, Elle et Glamour.
Elle décide d'interrompre sa carrière de mannequin pour se consacrer à la comédie et prend des cours à l'école des arts dramatique William Esper Studio, à New York.
Elle commence sa carrière d'actrice en 2013 en interprétant Destiny Evans dans la série One Life To Live durant 43 épisodes.
Elle apparaîtra plus tard dans deux épisodes d'Unforgettable en interprétant Amber puis dans quelques petits films tels que The Last Five Years avec Anna Kendrick, Galyntine, 4th Man Out et The Realest Real. 
En 2015, elle participe au projet de mini-série du réseau HBO, Codes of Conduct, une création de Steve McQueen, mais le pilote n'est finalement pas retenu par la chaîne.

### Révélation au cinéma
En 2017, elle rejoint l'univers cinématographique Marvel dans le rôle de Liz Tooms pour le blockbuster Spider-Man: Homecoming. Le film rencontre un large succès au box-office. 
Elle fait ensuite partie de la distribution de la comédie policière BlacKkKlansman : J'ai infiltré le Ku Klux Klan, réalisée par Spike Lee qui est présentée au Festival de Cannes 2018. Le film a reçu le Grand Prix du Festival de Cannes.

Il s'inspire d'une histoire vraie d'infiltration policière du Ku Klux Klan effectuée par Ron Stallworth, qui a consigné le récit de cette aventure en 2014 dans le livre Black Klansman, traduit par les éditions Autrement sous le titre Le Noir qui infiltra le Ku Klux Klan.

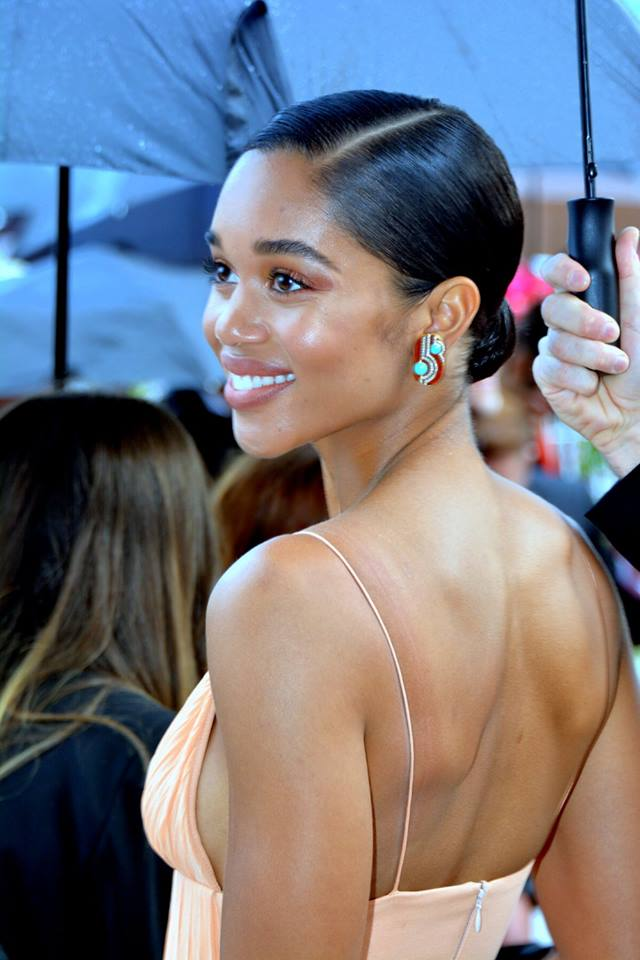
Au Festival de Cannes 2018.

En plus d'une réception critique globalement positive, le film est un succès au box-office et met en lumière la jeune actrice,. Elle y incarne la leader du mouvement des Black Panthers dans les années 1970.

La jeune actrice déclarera à propos de cette collaboration avec Spike Lee : 

« J'aurais dit oui à tout ce que Spike pouvait me proposer, pour avoir la chance de travailler avec lui. Ses films ont bercé mon adolescence, m'ont ouvert les yeux sur pas mal de choses. Ils ont le pouvoir de faire changer les mentalités. Cette histoire était importante à raconter, et on voit rarement les femmes noires représentées ainsi à l'écran : fortes, intelligentes, réelles. On est encore loin d'une égalité de représentation. »

— Laura Harrier, interview pour le magazine Grazia, par Perrine Sabbat, mai 2018.
Elle participe à de nombreuses cérémonies prestigieuses comme les Golden Globes et les Critics' Choice Movie Awards, elle qui était jusqu’à alors inconnue du grand public.
Elle se retrouve en lice pour le Black Reel Awards de la meilleure révélation féminine et lors de la 25e cérémonie des Screen Actors Guild Awards dans la catégorie de la meilleure distribution, aux côtés des membres de la distribution principale.
En 2019, après avoir posé pour la nouvelle collection Louis Vuitton, elle est à l'affiche du film indépendant Balance, Not Symmetry, tourné en Écosse, dans lequel elle incarne une jeune femme endeuillée après la mort de son père. Puis, aux côtés d'Alice Eve, elle joue dans le thriller de science-fiction, Warning. 
La même année, il est annoncé que Laura Harrier rejoignait la distribution principale d'une série télévisée distribuée par Netflix, Hollywood, aux côtés de Jim Parsons, Dylan McDermott mais aussi Samara Weaving et Maude Apatow. Une création de Ryan Murphy dont l'intrigue se déroule dans les années 1940, l'âge d'or d'Hollywood.
En 2020, elle est l'une des égéries de la nouvelle fragrance d'Hugo Boss aux côtés de Emma Roberts. Avec qui elle participe, aussi, à la campagne de la pré-collection automne-hiver 2020 de Louis Vuitton. Elle rejoint le casting de Michael d'Antoine Fuqua.

### Vie privée
En 2018, elle dément entretenir une relation amoureuse avec Justin Theroux, fraîchement divorcé de Jennifer Aniston. Elle a été en couple avec le joueur de basket Klay Thompson de novembre 2018 à 2020. 
Elle a été en couple pendant 4 ans avec le consultant créatif français, Sam Jarou. Ils se sont fiancés en 2022 mais ont fini par rompre en 2025. 
Elle est fan de Viola Davis et rêve de travailler avec Ava DuVernay, Paul Thomas Anderson et Gus Van Sant. Fascinée par la vieille Europe, elle admire aussi Angela Davis et Kathleen Cleaver, militantes des Black Panthers.

## Filmographie

### Cinéma
- 2014 : The Last Five Years de Richard LaGravenese : une femme
- 2015 : 4th Man Out de Andrew Nackman : Dorothy Cuda
- 2016 : The Realest Real (court métrage) de Carrie Brownstein : Abby
- 2017 : Spider-Man: Homecoming de Jon Watts : Liz
- 2018 : BlacKkKlansman : J'ai infiltré le Ku Klux Klan (BlacKkKlansman) de Spike Lee : Patrice Dumas
- 2019 : Balance, Not Symmetry de Jamie Adams : Shirley / Caitlin Walker
- 2021 : Finch de Miguel Sapochnik : Linda
- 2021 : Warning  d'Agata Alexander
- 2022 : Entergalactic de Fletcher Moules : Carmen (voix)
- 2023 : Les Blancs ne savent pas sauter (White Men Can't Jump) de Calmatic : Tatiana
- 2025 : Michael d'Antoine Fuqua : Suzanne de Passe

### Télévision
- 2013 : One Life to Live (série TV) - 43 épisodes : Destiny Evans
- 2014 : Unforgettable (série TV) - saison 3, épisodes 3 et 8 : Amber
- 2014 : Galyntine (téléfilm) de Greg Nicotero : Wylie
- 2020 : Hollywood (mini-série) : Camille Washington

### Clip
- 2021 : What's Love Got to Do with It (clip) de Kygo & Tina Turner

## Distinctions
Sauf indication contraire ou complémentaire, les informations mentionnées dans cette section proviennent de la base de données IMDb.

### Nominations
- Black Reel Awards 2019 : meilleure révélation féminine pour BlacKkKlansman
- CinEuphoria Awards (es) 2019 : meilleure distribution pour BlacKkKlansman
- Online Film & Television Association 2019 : meilleure distribution pour BlacKkKlansman
- Screen Actors Guild Awards 2019 : meilleure distribution pour BlacKkKlansman[21]